# شريشة
شَرِيشَة أو جيريز دي لوس كاباليروس (بالإسبانية: Jerez de los Caballeros شيريث ذي لوس كاباليروس)‏، هي إحدى بلديات مقاطعة بطليوس، التي تقع في منطقة إكستريمادورا، والتي تقع في غرب إسبانيا. 
تقع المدينة على تلال مشرفة على نهر أرديلا، على بعد حوالي 20 كم إلى شرق من الحدود البرتغالية، ويبلغ عدد سكانها 9.367 نسمة وفقاً لإحصائية سنة (2018). 

## تاريخ
ورد ذكرها في كتاب الإدريسي نزهة المشتاق في اختراق الآفاق: 
تحيط بالمدينة القديمة أسوار وبوابات تعود إلى فترة الحكم الإسلامي للأندلس. حكمها المسلمون حتى عام 1230 م وكانت من المدن الهامة في الأندلس وعُرفت باسم شريشة، استولى عليها ألفونسو التاسع ملك ليون عام 1230م بمساعدة فرسان الهيكل، وفي عام 1232 م منحها فرناندو الثالث ملك قشتالة لفرسان الهيكل، ومن هنا جاءت التسمية جيريز دي لوس كاباليروس والتي تعني بالعربية «جيريز الفرسان».

## أعلام
- فاسكو نونييث دي بالبوا
- فرنسيسكو بينيا